# التصوير المقطعي البصري
التصوير المقطعي البصري هو شكل من أشكال التصوير الطبقي المحوري المحوسب والذي يُنشئ نموذجاً رقمياً ثلاثي الأبعاد لجسم ما عبر إعادة تركيب صور تم الحصول عليها من ضوء تم إرساله وبعثرته خلال هذا الجسم. يستخدم التصوير المقطعي البصري غالباً في أبحاث طرائق التصوير الطبي. في الصناعة بستخدم التصوير المقطعي البصري كـ حساس sensor لسماكة أنصاف النواقل وبنيتها الداخلية.

## مبدأ العمل
يعتمد التصوير المقطعي البصري على الجسم المدروس وكونه ناقلاً للضوء (أو شفاف) جزئياً على الأقل، لذا فهو يعمل بشكل أفضل على الأنسجة الرخوة كأنسجة الثدي والدماغ.
إنّ إضعاف طاقة الضوء المحدث بمعدل التبعثر العال للضوء ضمن الأنسجة يتم تفاديه عموماً باستخدام منابع ضوئية عالية القدرة تطلق الضوء بشكل نبضات أو بشكل مضبوط تبعاً لشدة الضوء، بالإضافة إلى مستقبلات ضوئية عالية الحساسية إلى جانب كون الضوء المستخدم من ضمن مجال الأشعة تحت الحمراء وبتواترات تكون أنسجة الجسم أكثر ناقلية لها. الأنسجة الرخوة تبعثر الضوء للغاية ولكنها قليلة الامتصاصية للأمواج من ضمن مجال الأشعة تحت الحمراء القريبة والأجزاء ذات اللون الأحمر من الضوء المرئي ولذا يكون هذا المجال من الأمواج هو المستخدم في العادة.

## أنواعه
للتصوير المقطعي البصري أنماط مختلفة تستخدم نماذج زمن التحليق الضوئي optical time-of-flight كمحاولة للتمييز بين الضوء المرسل والضوء المتبعثر. هذا المفهوم تم استخدامه في العديد من الأنظمة الأكاديمية والتجارية في التصوير بحثاً عن سرطان الثدي وفي التصوير لإجراء القياسات على الدماغ. النقطة الجوهرية في التفريق بين الضوء الممتص والمتبعثر هو استخدام البيانات المبنية على الزمن أو على مجال تواتر الإشارة، والتي حينها يتم مقارنتها مع تقدير مسبق مبني على نظرية انتشار الضوء حول كيف سينتقل الضوء ضمن النسيج. قياس زمن التحليق أو تغير مجال تواتر الإشارة يعتبر أساسياً في السماح لنا بالتقريق بين الضوء الممتص وذاك المتبعثر ضمن مجال مقبول من الدقة.
في التصوير المقطعي باستخدام المواد المتفسفرة، إشارة الفسفرة تنتقل عبر النسيج وتتعادل بإشارة الإثارة المرسلة عبر النسيج، ولذا فإن العديد من أنظمة التصوير المقطعي القائمة على المواد المتفسفرة لا تحتاج لاستخدام بيانات المجال الزمني أو مجال تواتر الإشارة، على الرغم من أن هذه المواضيع لا زالت قيد البحث حالياً.بما أنّ استخدام الجزيئات المتفسفرة ضمن الجسم البشري محدود، فأغلب البحث على التصوير المقطعي بالمواد المتفسفرة لا زال ضمن التجارب ما قبل السريرية على السرطان. الأبحاث الأكاديمية والتجارية حول الموضوع أظهرت فعالية في تتبع إنتاج البروتينات الورمية والتعبيرية الجينية عنها وتتبع الاستجابة للعلاج.